# Jardins Pierre-de-Ronsard
Les jardins Pierre de Ronsard et Jacques Peletier sont des jardins paysagers situés dans la ville du Mans. Ils sont classés aux monuments historiques du fait des bâtiments importants qui les entourent, au même titre que les jardins de Gourdaine, les Tanneries ou le Square Dubois. La toponymie est celle de deux auteurs ayant bien connu l'ancienne cité, les deux poètes de la pléiade ayant résidé au Mans.

## Situation
Ils se trouvent à la limite du vieux Mans et du quartier Saint-Nicolas plus au sud, en marge de l'avenue Rostov sur le Don. Ils forment les jardins publics en contrebas des édifices des Palais des Comtes du Maine, et de la collégiale Saint-Pierre-la-Cour. 

## Description
Deux grandes parties peuvent être distinguées. Elles se trouvent séparées par un édifice singulier : l'escalier des ponts neufs. Il permet l'accès direct à la place saint-Pierre, à l'extrémité sud de la Cité Plantagenêt. Les jardins sont accolés aux bâtiments aux vieilles pierres. Depuis juin 2009, ils offrent une vue et sont eux-mêmes visibles en hauteur du nouveau musée archéologique. Ils sont terminés au sud par de larges trottoirs pavés.  L'escalier sépare les jardins en deux parties distinctes: ouest et est. La partie est, nommée Jacques Peletier est spécialement composée pour le repos des visiteurs. Il est constitué en demi-cercle proposant des bancs, et en son centre une petite fontaine à sculpture moderne. Elle est l'une des rares fontaines restantes dans le centre-ville avec le jet d'eau des Jacobins et celle de la rue de la Ballerie. La grande fontaine de la place de la République a été détruite après la remise en fonctionnement du tramway. Quelques fleurs sont disposées dans cette partie, mais la pelouse est la plus importante. La partie ouest, nommée Pierre de Ronsard est une sorte de jardin à la française bordé de fleurs destiné à la promenade plutôt qu'au repos. Au centre des petites allées, on trouve une ancienne sculpture de la ville allant de pair avec les vieilles pierres de la collégiale. Afin d'ajouter au charme du mariage entre botanique et vieilles pierres, le lierre est laissé en partie sur la collégiale, dans la limite du raisonnable, dans le but de jouer avec les couleurs rouges orangées des restes de murailles, incorporées dans le bâtis de la collégiale. Les jardins sont souvent mis à "jour" en fonction des saisons. La ville œuvre par exemple, à mettre des sapins blancs plutôt que des fleurs à l'approche de Noël et ce durant tout l'hiver. Ces jardins, comme ceux des Tanneries et de Gourdaine furent autrefois des lieux d'habitation des extrémités de la vieille ville. Géographiquement, les jardins Peletier et Ronsard  se situent en parallélisme presque direct des jardins des Tanneries avec pour axe le vieux-Mans.

## Galerie
Outre le fait que les jardins proposent un cadre « vieille pierre », à savoir la collégiale, le palais et les ponts neufs, ils sont également un lieu privilégié pour apercevoir la cathédrale. Les Jardins Pierre de Ronsard se prolongent jusqu'au-devant de la collégiale avec de petites allées pour la contourner. Le point de vue le plus intéressant reste de loin celui des ponts neufs. Construit en quatre petits étages, le deuxième permet d'avoir une meilleure vue sur la cathédrale Saint-Julien et la place des jacobins. Le haut de l'escalier offre un point de vue sur le quartier Saint-Nicolas et notamment la tour Emeraude.  

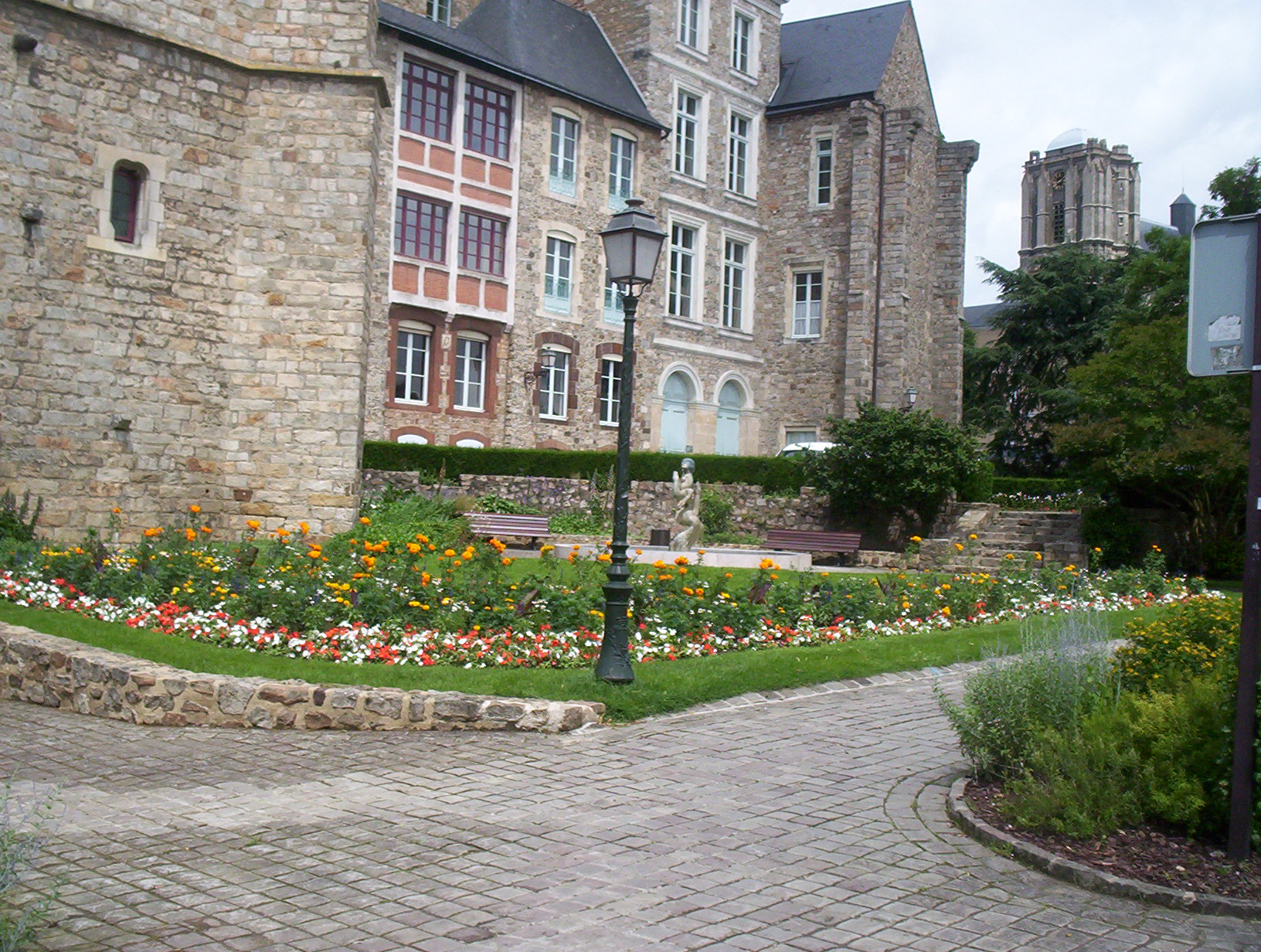
Partie Jacques Peletier
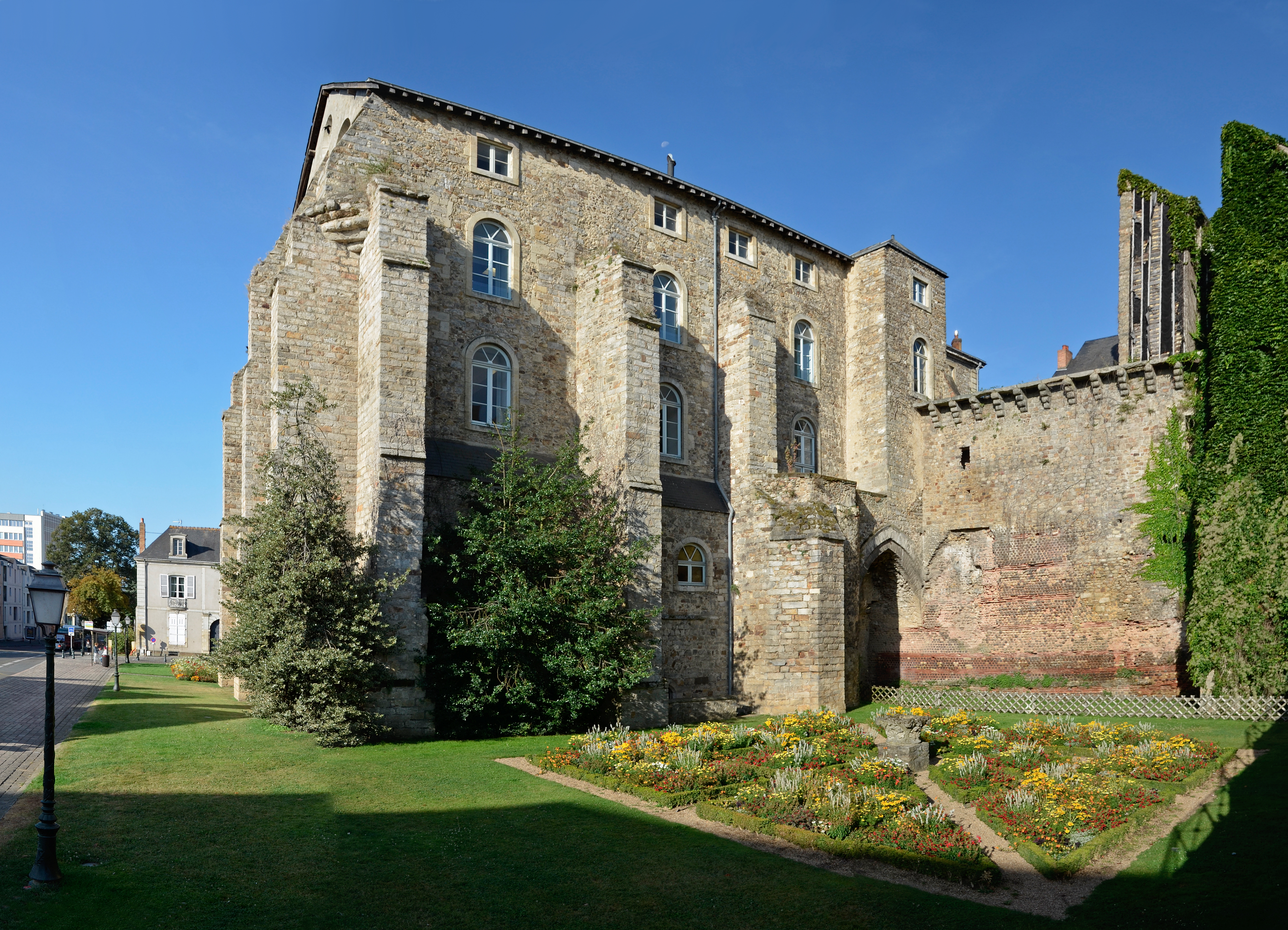
Vue de la collégiale et de la partie Ronsard
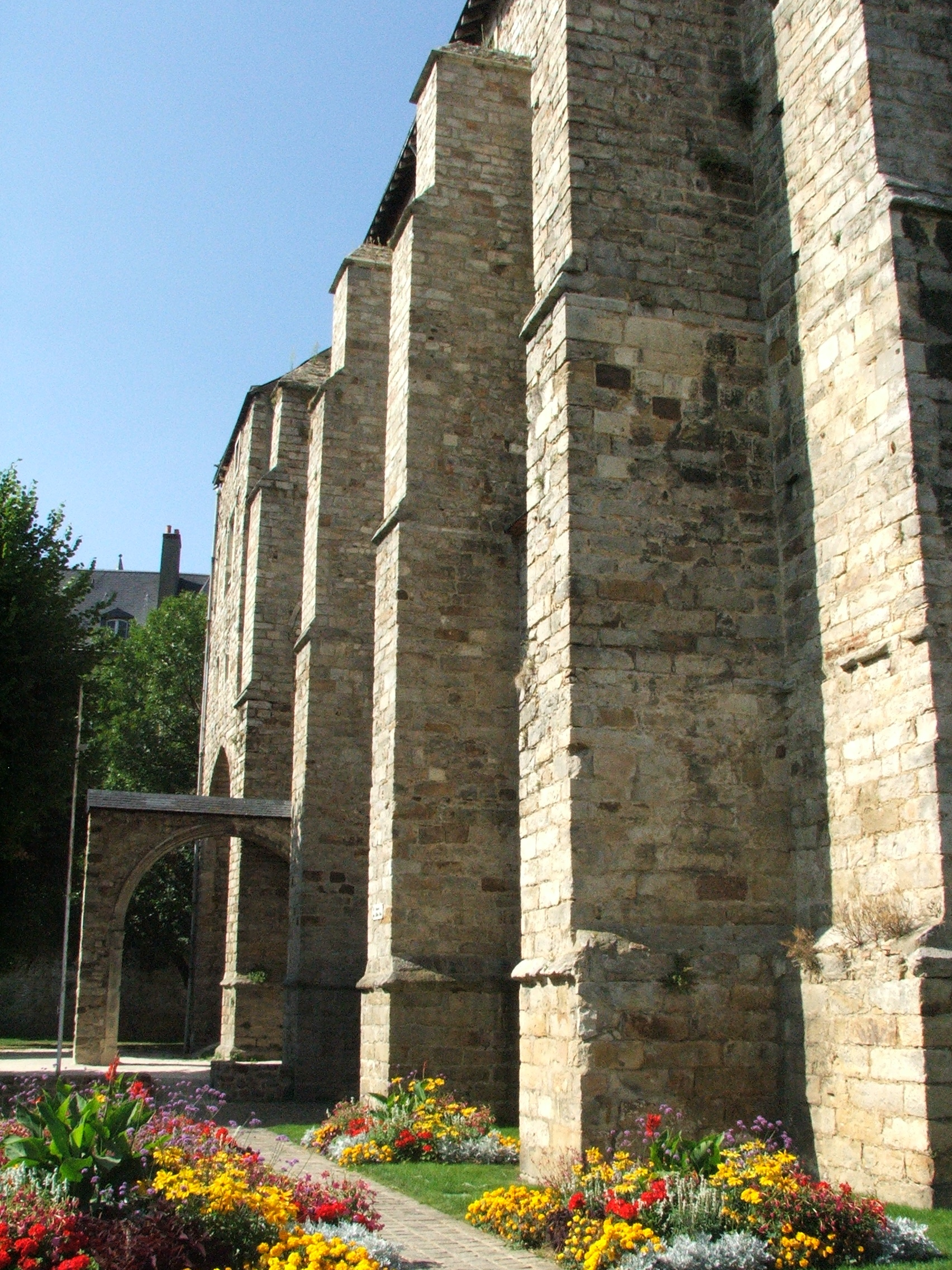
Côté sud de la collégiale
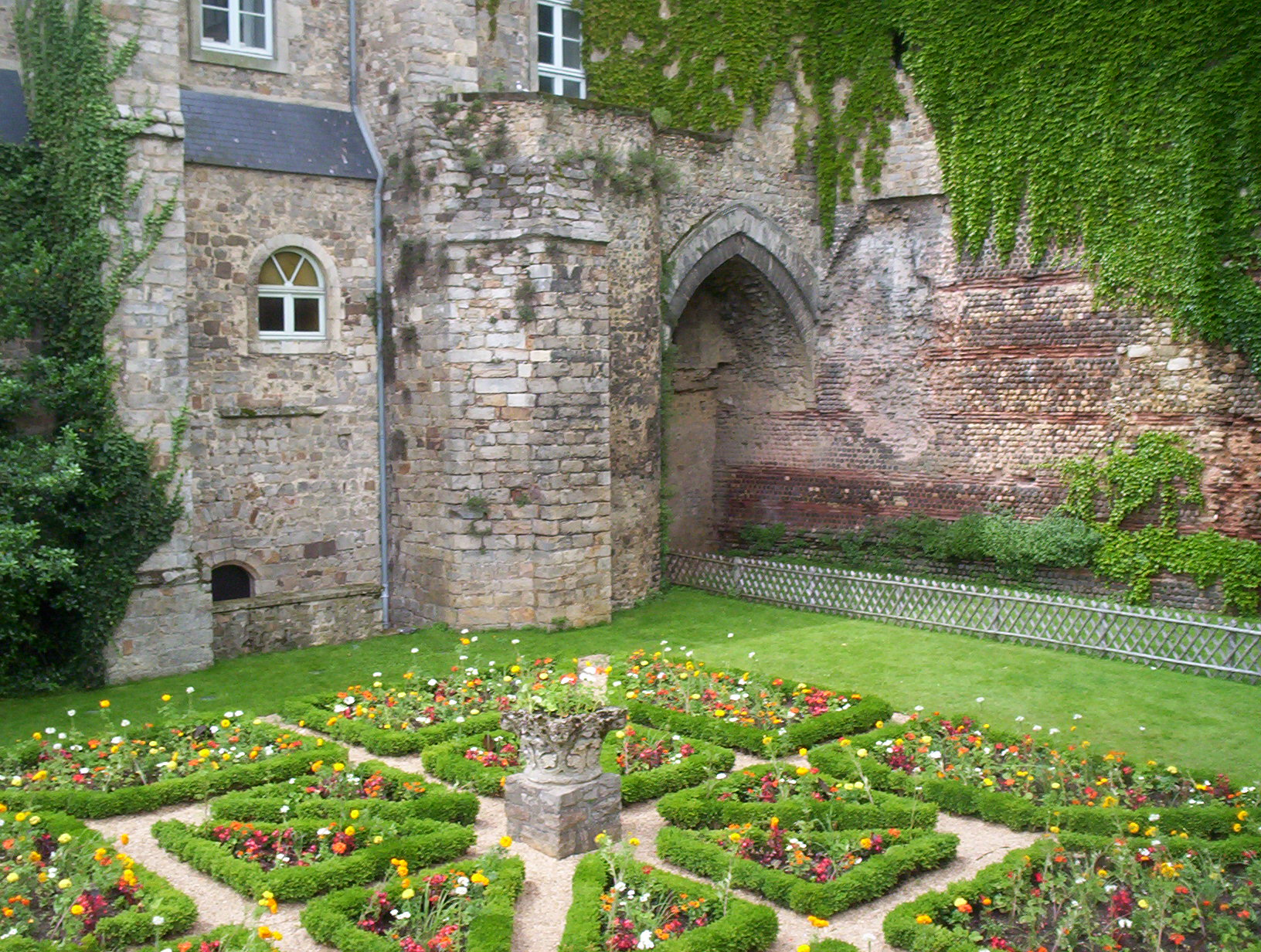
Partie Pierre de Ronsard "enclavée"
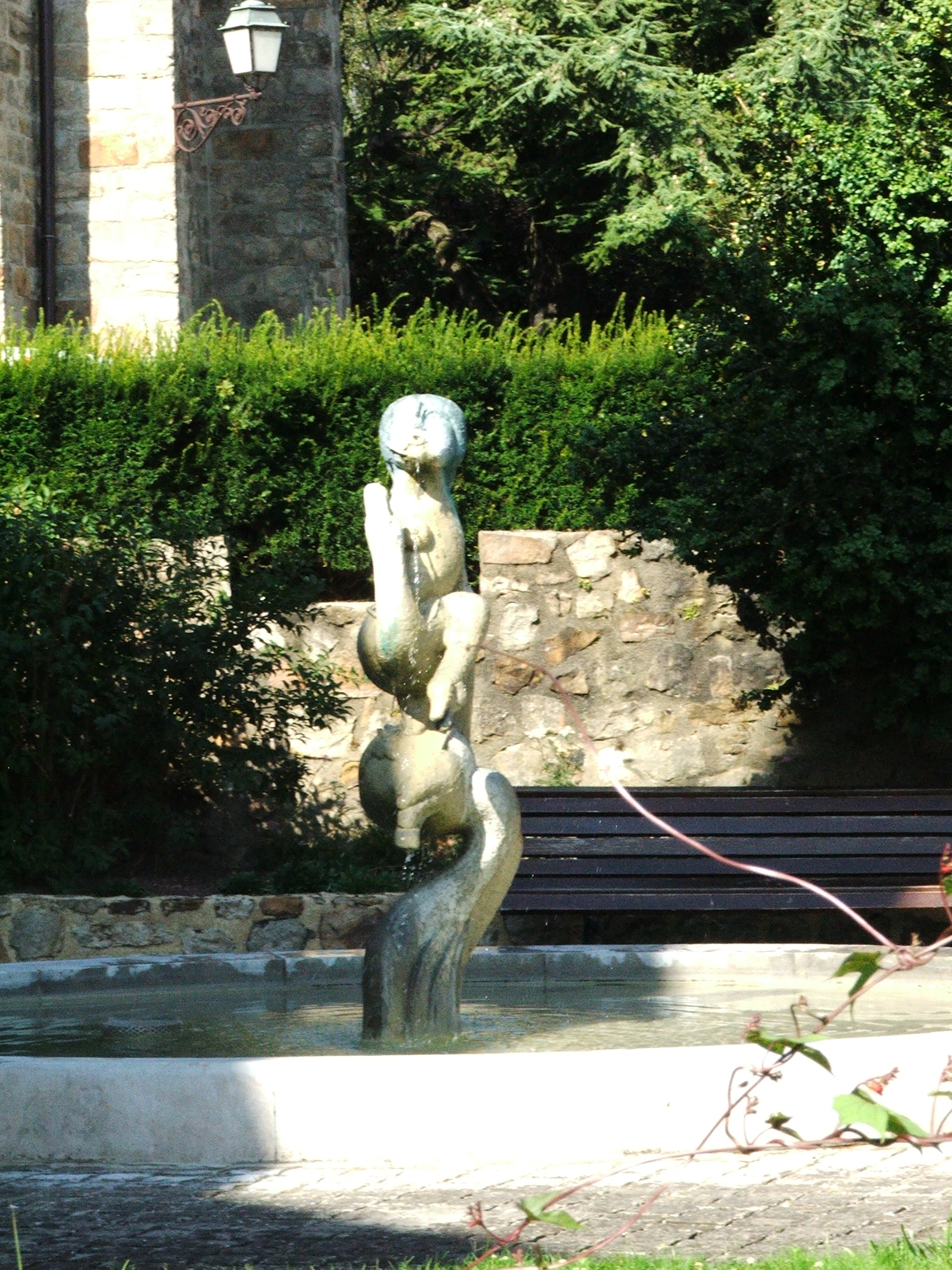
Détails de la fontaine sculpture
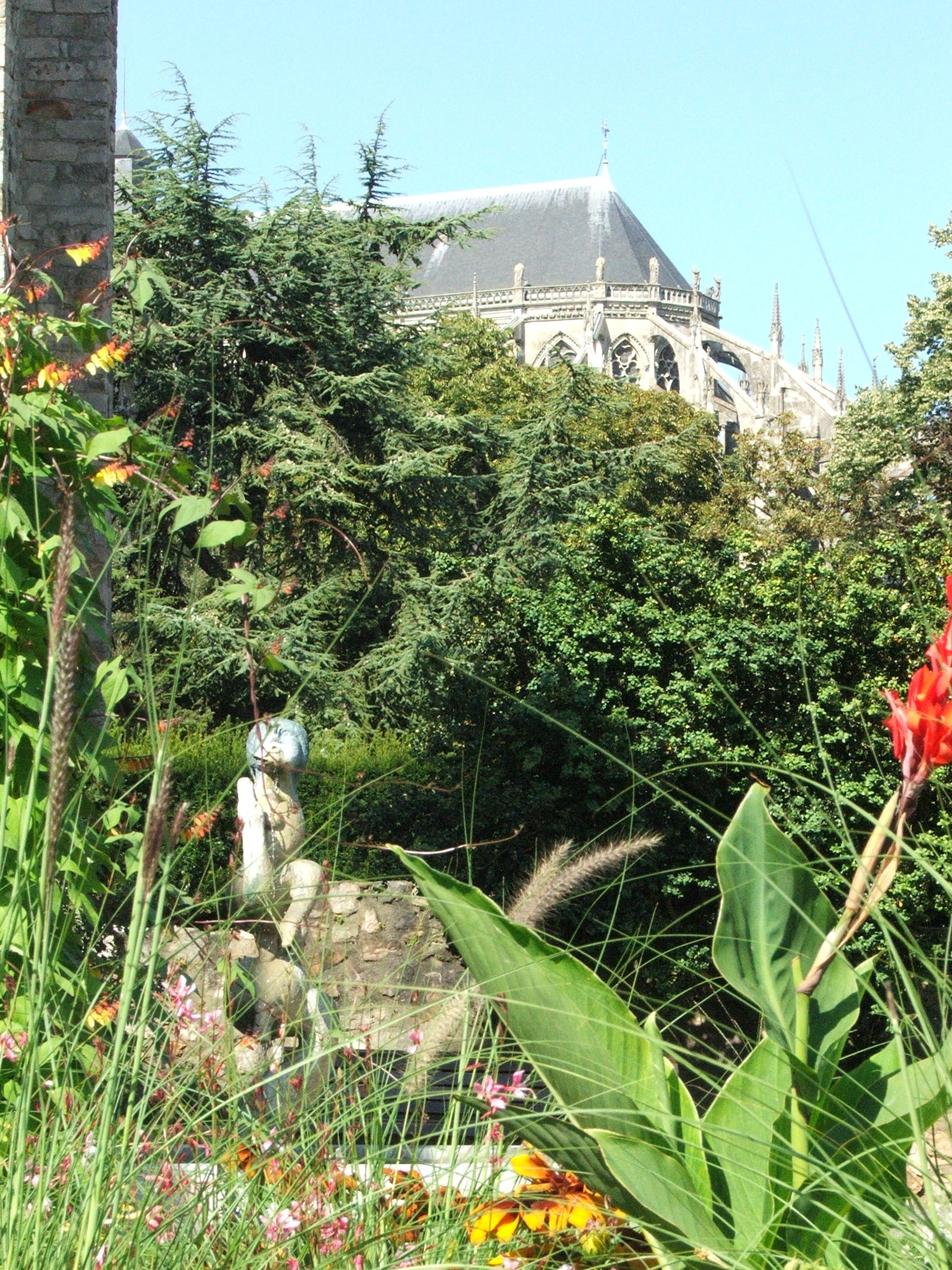
Cathédrale Saint-Julien depuis la partie Peletier
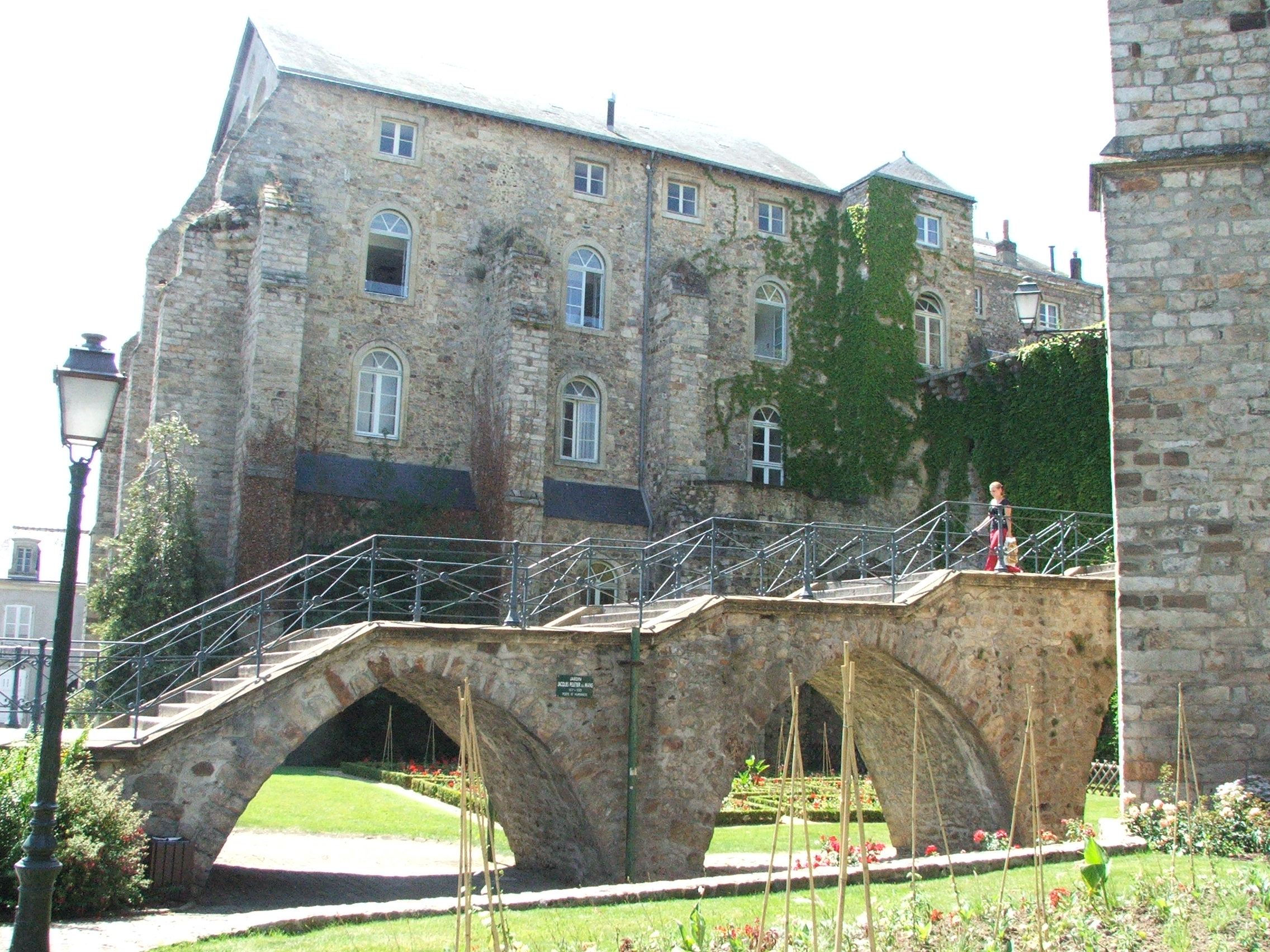
Escalier des Ponts Neufs